# Sanyizhai
Sanyizhai (kinesiska: 三义寨, 三义寨乡) är en socken i Kina. Den ligger i provinsen Henan, i den centrala delen av landet, omkring 100 kilometer öster om provinshuvudstaden Zhengzhou. Antalet invånare är 48 603. Befolkningen består av 24 623 kvinnor och 23 980 män. Barn under 15 år utgör 24,0 %, vuxna 15-64 år 66 %, och äldre över 65 år 8,0 %.
Genomsnittlig årsnederbörd är 702 millimeter. Den regnigaste månaden är juli, med i genomsnitt 190 mm nederbörd, och den torraste är januari, med 5 mm nederbörd.